# 评书
评书，又稱說書，古称「說話」，在福建閩都地区称評話和講評話，湖北、广东粤语地区及福建泉漳地区称讲古，在四川称为讲书，是中國东北、华北、 两广、湖广、四川一带一种口头讲说的表演形式，在宋代開始流行。各地的說書人以自己的母語對人說著不同的故事，因此也是方言文化的一部份。清末民初時，評書的表演為一人坐於桌後表演，道具有折扇和醒木，服裝為長衫；至20世纪中叶，多不再用桌椅及折扇、醒木等道具，而以站立說演，服裝也較不固定。

## 历史
以说书者的说法：评书起源于东周时期，周庄王是說唱的祖师爷。但这只是一个传说。实际评說的创始人为明末清初的柳敬亭，最初只是说唱艺术的一部分，称为“子弟書”，他的老師莫後光提到說話理論是：「夫演義雖小技，其以辨性情、考方俗、形容萬類，不與儒者異道。故取之欲其肆，中之欲其微，促而赴之欲其迅，舒而繹之欲其安，進而止之欲其留，整而歸之欲其潔。非天下之精者，其孰與於斯矣！」。
南宋孟元老在《東京夢華錄》卷五《京瓦伎藝》中曾經詳細開列過一份包括“說話”在內的民間藝人名單，提到北宋汴京人霍四究以“說三分”著名，“不以風雨寒暑，諸棚看人，日日如是”，“說三分”即講三國故事。晚清光绪年间，說唱传入皇宫中；因皇宫唱歌多有不便，于是改说唱为“评说”，因此评說便以艺术形式固定了下来。
民国是评书中兴的时期，据记载：当时“撂地”说书人说《三国》，便万人空巷，把街道围得满满的。另外，评书与相声也有很大的渊源。尤其是单口相声和评书的“片子活”技巧几乎相同。有些相声的“段子”也来源于评书章节。
现在，几乎每个广播电台都有评书专栏，部分电台更有专门的评书或故事频率。主要听众是老年人或出租车司机，评书仍很受听众的欢迎，其中原因除了本身评书喜闻乐见，还由于广播的局限。但一些评书演员担心评书会渐渐的消失，实际上，现在很难再看到年轻的说书人了。

### 说话与评书
在唐代，佛教融入了通俗文學，僧人為了吸引檀越，發明了一種說演佛經故事的藝術，稱之變文。不久，又出現了一種曲艺艺术，和评书的表演方式相似，这种曲艺形式称为“说话”。到宋代中兴时期，在中国古典文学认为，“说话”这种表演的形式对明清章回小说的影响是非常大的。“说话”发展到俗说后表演方式与“评书”是非常类似的。比如评书中的开场诗，说话称为“押座文”。也有“且听下回分解”一类用句。当然，这些都影响了明清的小说。同时，说话文学也在日本有所發展，成爲一种本土文学形式。
事实上如《三国演义》、《水浒传》最初都是说话的话本。《三国演义》话本为《全相平话三国志》。晚唐诗人李商隐有《驕兒》一诗写到：“或谑张飞鬍，或笑邓艾吃。”说明当时喜欢说话这门曲艺的百姓是非常多的。
研究“说话”，多数是从话本对明清的小说的影响加以研究。也有一些曲艺艺人写过专门的资料。很多证据表明“说话”类似于“评书”。但两者似乎没有任何确实的传承关系。

## 題材
说书虽然以讲史为主，但多数为引人入胜，并没有尊重历史的原貌。比如：商朝有大炮；汉代有银票；三国有武狀元。但由于说书面向的是百姓，客观上起到普及文化和历史的作用。在古代，许多不认识字的人都能吟两句打油诗、了解历史，唯一的途径就是评书和戏曲的传播。
说书的段子来源分四类：史书（《三国演义》、《隋唐演义》）、神怪书（《封神演义》、《济公传》）公案书（施公案、包公案）、武侠书（《三侠五义》、《童林传》）。但几乎只要是小说，经过略微加工，就可以成书评说。

## 形式
每一段的评书称“回”，小于100回的书称小段。如果只是一回或几回称“片子活”。如果大于100回那么称为，“长篇活”。
说一部开篇先赋一首诗，称为“开场诗”，常说一首诗或小令诗。比较常见的是《西江月》或《临江仙》。回与回之间一般以“且听下回分解”和“上回书，我们说到......”连接。这和章回小说是一样的。
评书以语言除了“开场诗”外，还有多种技巧：
- 开脸儿：介绍新人物的即将人物的来历、身份、相貌、性格等等特征
- 摆砌末：讲述故事的场景
- 赋赞：如果赞美故事中人物的品德、相貌或风景名胜，念诵大段落对偶句式韵文，称作“赋赞”，富有语言的美感；
- 垛句：说演到紧要处或精彩处，使用排比重叠的句式以强化说演效果。

## 传承
评书从柳敬亭、王鸿兴开始，经十代传承之今。以前三代谱系：
- 第一代：王鸿兴
- 第二代：安良臣、邓光臣、何良臣
- 第三代：张海凤、张沛然、柯光玉、安太和

著名的说书艺人：
- 老一辈的有：张悦楷、林兆明、连阔如、袁阔成、李鑫荃、田连元、连丽如、单田芳、刘兰芳、刘延广、金文声、刘立福
- 新一辈的有：孙一、张少佐、王玥波、李伯清